# Брежуљак Вотершип
Брежуљак Вотершип (енгл. Watership Down) је први и најуспешнији роман британског писца Ричарда Адамса. Роман описује групу кунића који напуштају своје насеље и почињу нови живот. Кунићи у Вотершипу су значајно мање човеколики но што је случај са типичним фикцијским животињама, они живе у дивљини и имају стварне физичке особине и инстинкте, не користе технику нити се облаче. Али Адамс им је подарио језик (лапински), обичаје, пословице, поезију, митологију и веру, мрежу друштвених односа и низ тешких изазова, нимало не штедећи дечјег читаоца.
Роман носи име брежуљка на северу Хемпшира у Енглеској, области у којој је Адамс одрастао. Настао је из прича којима је Адамс забављао своје ћерке на бројним путевима кроз природу. Издавачи су књигу одбили тринаест пута пре него што ју је 1972. коначно прихватио Рекс Колингс. Брежуљак Вотершип често наводе као класичан пример зенофикције. Многа издања укључују и додатак са лапинским речником. Овај роман тако није животињска басна попут Езопових већ права херојска фантазија.
Модеран класик дечје књижевности издат у преко 300 издања само на енглеском и преведен на бројне језике, Вотершип је најпродаванија књига свих времена издавача Пингвин букс. У јавном гласању за 100 најбољих књига свих времена које је 2003. године спровео BBC, Вотершип је био на 42. месту. Добио је Карнегијеву медаљу 1972. По Брежуљку Вотершипу су снимљени и анимирани филм Мартина Розена (1978) и анимирана телевизијска серија (1999).

## На српском језику
- Брежуљак Вотершип, превод Бранко Петровић. Нолит, Београд 1978. (прво издање);1986.(друго издање)  978-86-19-00898-3; Ружно паче, Нови Сад 2005.  978-86-7608-044-1.